# The Police

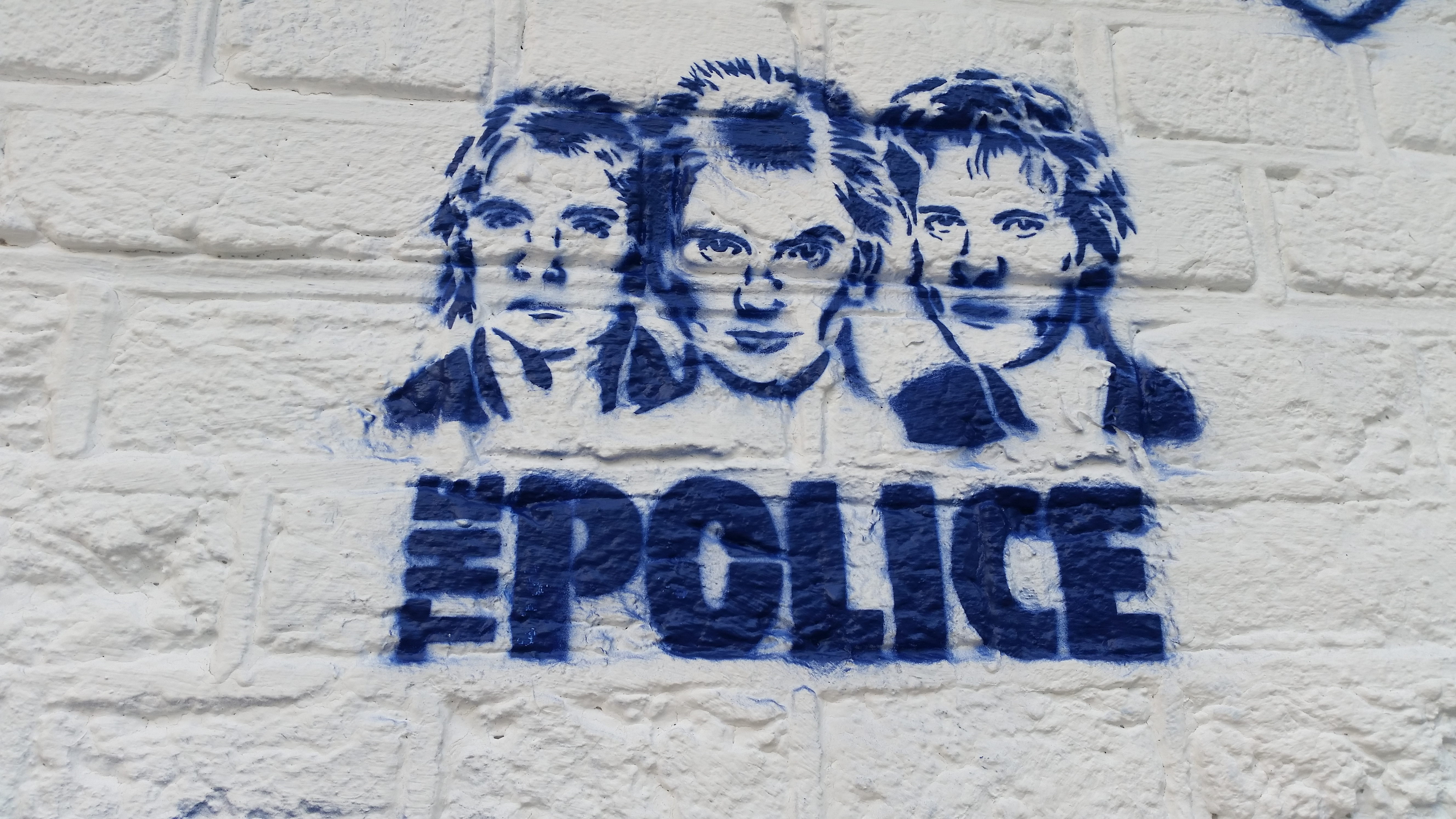
The Police als Schablonen-Graffitto, Amsterdam, Künstler Hugo Kaagman

The Police (engl. für ‚die Polizei‘) war eine englische New-Wave-Band, die von 1979 bis 1983 ihre Erfolge hatte. Sie gilt als eine der erfolgreichsten Rockformationen des New Wave. Anfangs von Punk und Reggae inspiriert, experimentierte das Trio später auch mit Elementen des Jazz.
Vier von fünf Studioalben belegten Platz 1 der britischen Album-Charts, ebenso erfolgreich waren die Single-Auskopplungen Message in a Bottle (1979), Walking on the Moon (1979), Don’t Stand So Close to Me (1980), Every Little Thing She Does Is Magic (1981) und Every Breath You Take (1983).
Anlässlich der Grammy Awards 2007 gab The Police am 12. Februar 2007 ihr Comeback in der Musikbranche bekannt, anschließend gingen die Musiker nochmals auf Welttournee, veröffentlichten aber kein neues Material. Am 7. August 2008 gab die Band ihr nach eigenen Angaben endgültig letztes Konzert.

## Geschichte

### Gründungsjahr (1977)
Der amerikanische Schlagzeuger Stewart Copeland war nach zwei kommerziell erfolglosen Jahren mit Curved Air auf der Suche nach einem Konzept für eine neue Band, als in England die Punk-Welle begann. In einem Jazzclub im britischen Newcastle traf Copeland am 25. September 1976 den Bassisten und Sänger Sting.
Nach einigen Auftritten gründeten Sting (Bass, Gesang) und Stewart Copeland (Schlagzeug) im Januar 1977 mit dem aus Korsika stammenden Punk-Gitarristen Henry Padovani The Police in London. Stewarts ältester Bruder Miles Copeland verhalf der Band als Manager zu ihrem Plattenvertrag mit A&M Records.
Das Trio übernahm die rohe Energie der Punkmusik. Der Name The Police war zu der Zeit provokant, weil es oft Auseinandersetzungen zwischen Punks und der Polizei gab. Copeland, Padovani und Sting hatten zahlreiche Live-Auftritte; sie tourten im März/April mit Cherry Vanilla und Wayne County & The Electric Chairs. Im Mai 1977 landeten sie mit der von Miles Copelands unabhängigen Label Illegal Records veröffentlichten Single Fall Out/Nothing Achieving ihren ersten kleinen Erfolg. Wie andere frühe Lieder wurde Fall Out als Studioversion erstmals auf Message in a Box: The Complete Recordings 1993 veröffentlicht.
Im Mai lud Mike Howlett, vormals Bassist bei Gong, Sting und den mit ihm befreundeten Andy Summers ein, zusammen als Strontium 90 aufzutreten. Stewart Copeland schloss sich ebenfalls an, als der Drummer verhindert war. Diese kurzlebige Bandformation nahm einige Demotracks auf, gefolgt von einem Auftritt am Comeback-Konzert von Gong am 28. Mai 1977 in Paris (siehe Diskografie) und einem Konzert als The Elevators in einem Londoner Club. Im Juni 1977 schloss sich Summers, der zehn Jahre älter als Copeland und Sting war und bereits ein erfahrener Musiker, The Police an – im Juli 1977 tourten sie als Quartett. Summers ersetzte dann ab August Padovani, dessen Spiel nicht mehr passte, seit sich die Band vom Punk wegbewegte, und der die Gruppe freiwillig verließ.
Von Bedeutung war in der Gründungszeit von The Police auch die Zusammenarbeit mit dem deutschen Künstler Eberhard Schoener. Schon 1977 spielte Andy Summers als Gastmusiker auf Schoeners LPs The Book und Trance-Formation. Im Herbst 1977 fuhren dann auch Sting und Stewart Copeland nach München, um dort zusammen mit Andy Summers als Gastmusiker auf Schoeners LP Flashback mitzuwirken. Auch bei der 1978 erschienenen LP Video Magic Schoener waren noch Sting und Summers dabei. Im Rahmen dieser Zusammenarbeit ging das Trio im Laufe der Jahre 1977 und 1978 mit Schoener auf Tournee.
Im Februar 1978 traten sie in einem Werbespot für Wrigley’s Kaugummi auf, um etwas Geld zu verdienen. Die Band sollte sich die Haare blond färben, um mehr „Punkrock“ auszustrahlen; bis dahin hatten sie alle dunkelbraunes Haar. Der Werbespot wurde nie ausgestrahlt, aber dies wurde nun ein Markenzeichen von The Police.

### Erfolgsjahre (1978–1985)

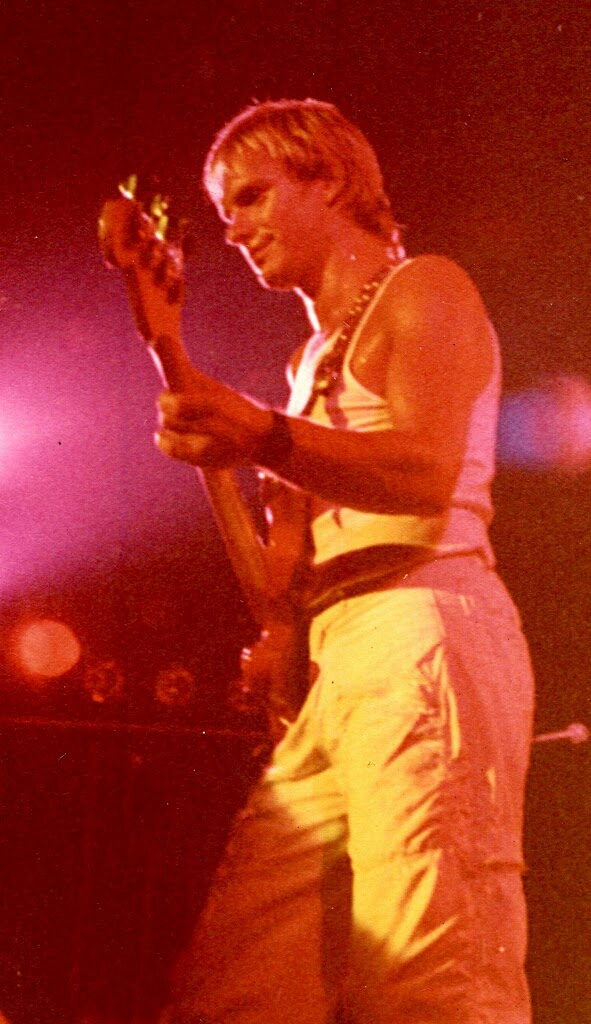
Sting (1980)

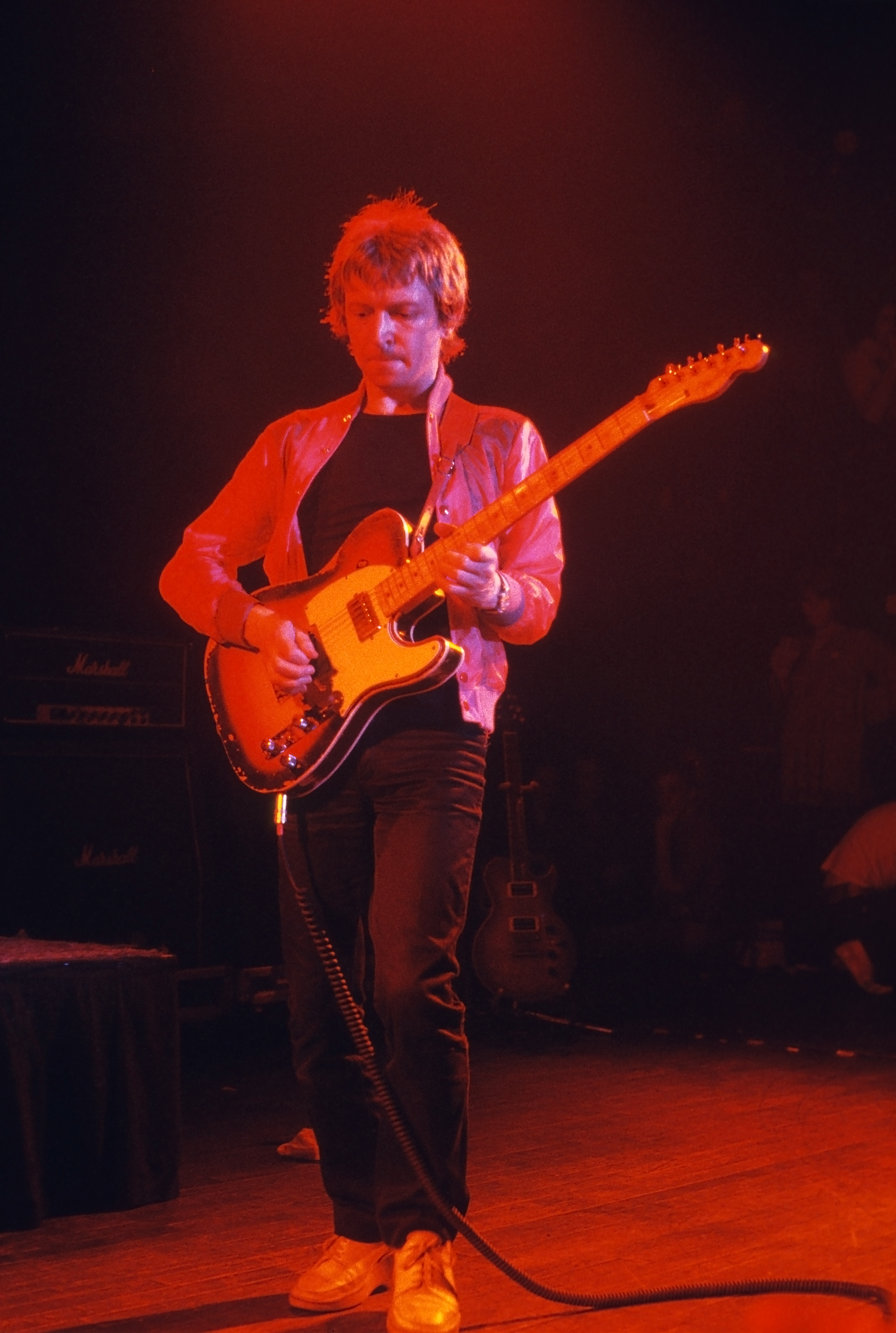
Andy Summers (1979)

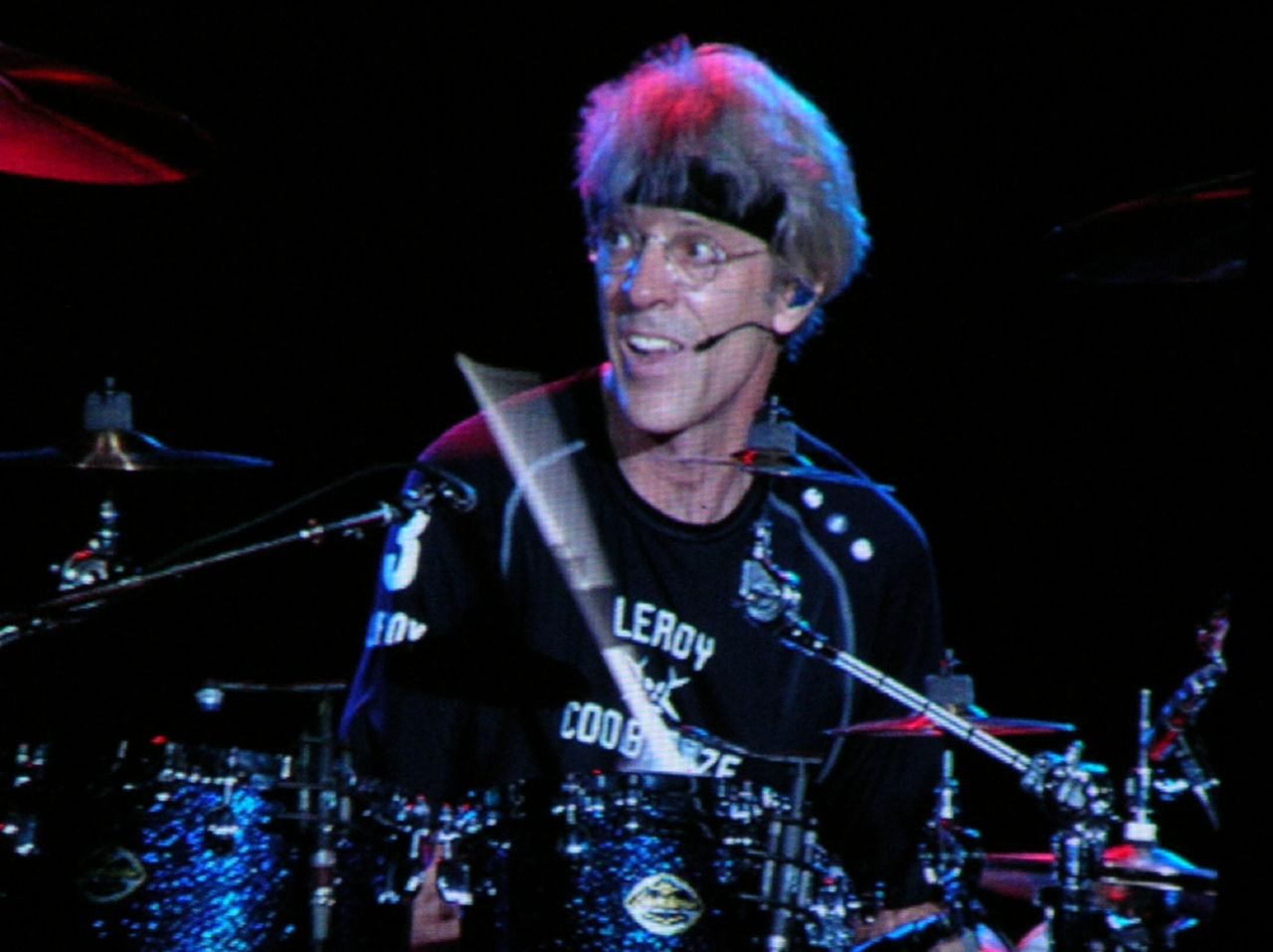
Stewart Copeland (2007)

Im Frühling 1978 unterzeichnete The Police mit A&M Records einen Vertrag. Die erste von Miles Copeland vorfinanzierte Single Roxanne war in den Charts zunächst ein Misserfolg.
The Police begaben sich daraufhin im Sommer 1978 auf eine durch ihren Manager finanzierte Tournee in die USA und reisten durch den ganzen Kontinent. Danach tourten sie in Australien, wo sich die ersten Erfolge in kommerzieller Hinsicht abzuzeichnen begannen. Von ihrem Punk-Ausgangspunkt hatte sich die Band zu dieser Zeit weitestgehend gelöst.
The Police war eine der ersten Bands, die Elemente von Reggae dominierend in ihre Lieder einbaute und damit internationale Erfolge erzielte. Obwohl im England der 1970er Jahre Reggae bereits populär war, war dieser Stilmix insbesondere in den USA noch eher unbekannt geblieben.

#### Outlandos d’Amour
Im Herbst 1978 erschien das Debütalbum Outlandos d’Amour. Aufgrund der erfolgreichen US-Tour war man nun auch in Großbritannien auf die Band aufmerksam geworden. Unmittelbar nach Veröffentlichung des Albums startete das Trio eine Tournee in Großbritannien als Vorgruppe von Alberto Y los Trios Paranoias und veröffentlichte die Single So Lonely. Im Frühling 1979 erreichte Roxanne Platz 12 in den britischen Charts, das Album Platz 6. Ebenfalls erfolgreich war Can’t Stand Losing You.
Zur selben Zeit nahm Sting erste Film-Rollen an, zum Beispiel in Quadrophenia, basierend auf dem gleichnamigen Album von The Who, und später im selben Jahr in Radio On, denen zahlreiche weitere folgten.

#### Reggatta de Blanc
Basierend auf dem Erfolg der Single Message in a Bottle etablierte das zweite Album Reggatta de Blanc (vier Wochen auf Platz 1 der U.K. Charts) im Herbst 1979 den europaweiten Erfolg von The Police, und Walking on the Moon wurde ihre erste Nummer-1-Single. Die Auszeichnung für die „Best Rock Instrumental Performance“ für Reggatta de Blanc war der erste von insgesamt sechs Grammys.
Miles Copeland organisierte eine Tournee durch Thailand, Indien, Mexiko, Griechenland und Ägypten.

#### Zenyattà Mondatta
Studioalbum Nummer 3 – Zenyattà Mondatta – erschien im Herbst 1980. In den USA wurde zunächst De Do Do Do, De Da Da Da ausgekoppelt und erreichte Platz 10 in den US-Charts. Die erste Singleauskopplung in Europa war hingegen Don't Stand So Close to Me, das auf den ersten Platz der BBC-Charts gelangte. Im Frühling 1981 erzielte die Band auch mit diesem Titel einen Top-Ten-Hit in den USA. Zenyatta Mondatta wurde bei der Grammy-Verleihung 1981 in der Kategorie Beste Darbietung eines Rockinstrumentals ausgezeichnet.
Innerhalb von zwei Jahren hatte The Police drei kommerziell erfolgreiche Studioalben produziert. Seit 1981 entwickelten sich die drei Musiker künstlerisch in verschiedene Richtungen. So erhielt Andy Summers mit dem von ihm komponierten Instrumentalstück Behind my Camel den Grammy für die Beste Darbietung eines Rockinstrumentals (Rock Instrumental Performance). Die Band gewann für ihren gemeinsamen Erfolg mit Don't Stand So Close to Me außerdem den Grammy für die Beste Darbietung eines Duos oder einer Gruppe mit Gesang – Rock. Als Hauptsongwriter der Band blieb Sting für sämtliche Hits der Gruppe verantwortlich.
1981 trat The Police – mit XTC, UB40, Wall of Voodoo, The Go-Go’s, The Fleshtones, Joan Jett and the Blackhearts, Devo, Oingo Boingo, Gary Numan, Klaus Nomi – in Urgh! A Music War auf, einer von Miles Copeland III produzierten Musik-Dokumentation über Punk, New Wave, Reggae und Ska mit Bands aus Europa und den USA.

#### Ghost in the Machine
Im Oktober 1981 erschien das Album Ghost in the Machine, produziert von Hugh Padgham. Der Titel und einige Inhalte des Albums wurde von Arthur Koestlers Sachbuch Das Gespenst in der Maschine (1967) inspiriert. Da sich das Trio nicht auf ein Schallplattencover einigen konnte, wurden seine Porträts in Form vereinfachter digitaler Ziffern in roter Farbe auf schwarzem Hintergrund dargestellt. Von ihrer bisherigen Instrumentierung wich die Band nun erstmals ab und verwendete in weiten Passagen Saxophon und Synthesizer. Andy Summers’ eigentümliche Spielweise trat wie der Einsatz von „übertriebenen Effekte“ in den Hintergrund, womit die (offenbar von Sting forcierte) Hinwendung zu noch eingängigeren Melodien und Arrangements vollzogen war, auch wenn die Gesamtstimmung des Albums eher gedrückt ist. Ghost in the Machine war ein Erfolg (UK Nr. 1 – USA Nr. 2), und Every Little Thing She Does Is Magic war der bislang erfolgreichste Hit des Trios.

#### Beginn erster Soloaktivitäten
Nach vier Studio-Alben, zahlreichen Konzerten und ausgedehnten Tourneen innerhalb von nur vier Jahren nahm sich die Band 1982 eine Auszeit. Sting wirkte in einem weiteren Film mit. Das Lied Spread a Little Happiness steuerte er dem Soundtrack von Brimstone and Treacle bei. Stewart Copeland schrieb den Soundtrack zu Francis Ford Coppolas Rumble Fish, dem zahlreiche weitere folgen sollten, und spielte als Gastmusiker von Peter Gabriel. Andy Summers brachte mit Robert Fripp das Instrumental-Musik-Album I Advance Masked heraus, ebenfalls der Auftakt einer späteren Solokarriere.

#### Synchronicity
Im Juni 1983 veröffentlichte die Band ihr letztes und zugleich erfolgreichstes Album Synchronicity, das sich 17 Wochen lang an der Spitze der amerikanischen Album-Charts hielt und in England vier Wochen Platz 1 belegte.
Die Single-Auskopplung Every Breath You Take stand in den US-Charts acht Wochen und in den UK-Charts vier Wochen auf Platz 1 der Charts. Die drei Singles Every Breath You Take, Wrapped Around Your Finger und Synchronicity II begleiteten von Godley & Creme produzierte Musikvideos. Zusammen mit der vierten Singleauskopplung King of Pain hielt The Police während des ganzen Jahres weltweit die Spitzenplätze der Charts.
Synchronicity wurde als „Album of the Year“ für einen Grammy nominiert (gewonnen hatte Michael Jacksons Thriller), die Single Every Breath You Take erhielt die Auszeichnung in den Kategorien „Song of the year“ und „Best Pop Performance By A Duo Or Group With Vocal“. Das Lied wurde zudem mit zwei Ivor Novello Awards („Best Song Musically & Lyrically“, „Most Performed Work“) ausgezeichnet, das dazu gehörige Musikvideo mit einem American Video Award („Best Group video“). Synchronicity II erhielt ebenfalls einen Grammy („Best Rock Performance By A Duo Or Group With Vocal“).
Im Anschluss an die Veröffentlichung des Albums Synchronicity begab sich die Gruppe auf eine sechsmonatige Welt-Tournee und festigte ihren Ruf als brillante Live-Band – zugleich wuchsen während dieser Zeit die Spannungen innerhalb des Trios immer weiter an.
Insgesamt gewann die Band sechs Grammys. 1980 und 1981 wurde The Police bei den Brit Awards als beste nationale Gruppe geehrt. In den Jahren 1983 und 1984 galt sie weltweit als die erfolgreichste Rock-Band und neben den Talking Heads als die erfolgreichste Band der Post-Punk- bzw. New-Wave-Bewegung. Für ihre Tonträger wurde sie mit zahlreichen Gold- und Platinschallplatten ausgezeichnet; allein in den USA erhielten die Police-Alben 20 Platinauszeichnungen.
Das Magazin Rolling Stone nannte Police „die erste britische New-Wave-Band, die in Amerika den großen Durchbruch schaffte, und möglicherweise die größte Band der Welt“.

### Schaffenspause und Soloprojekte (1986–2006)
Zum Ende der ausgedehnten Synchronicity-Tournee kündigte The Police eine Auszeit an. Zunehmende Spannungen, der Erfolgsdruck und die permanente Abwesenheit von ihren Familien machten daraus aber ein vorläufiges Ende. Die Zusammenarbeit der drei Musiker war von Anfang an konfliktreich und von Rivalitäten geprägt gewesen; Sting gab später zu, dass auch sein damaliger Kokainkonsum dazu beigetragen hatte, dass sein Egoismus wuchs und die Stimmung immer schlechter wurde. Die Bandmitglieder widmeten sich daher anderen Projekten – Sting hatte bereits 1985 sein erfolgreiches Soloalbum The Dream of the Blue Turtles veröffentlicht.
1986 spielte The Police auf drei Konzerten der „Amnesty International – A Conspiracy of Hope Tour“ und das Trio beabsichtigte, neue Lieder aufzunehmen. Für ein bereits geplantes Studioalbum respektive für ein anstehendes Best-of-Album wurde Don’t Stand So Close to Me während der Aufnahmesessions neu eingespielt, ebenso De Do Do Do, De Da Da Da, letzteres blieb aber zunächst unveröffentlicht. Da sich Copeland bei einem Unfall verletzt hatte, wurden die Sessions vorzeitig abgebrochen.
Das Resultat dieser letzten gemeinsamen Studioaufnahmen – die Kompilation Every Breath You Take: The Singles – wurde zum Jahresende 1986 veröffentlicht. Sie wurde zum fünften Nummer-eins-Erfolg im Vereinigten Königreich und ihr vierter Top-10-Erfolg in den Vereinigten Staaten. Es folgten weitere Kompilationen, unter anderem Message in a Box – The Complete Recordings.
Ab diesem Zeitpunkt konzentrierten sich die drei Bandmitglieder vollends auf ihre erfolgreichen Soloprojekte. 1992 spielten Sting, Summers und Copeland anlässlich Stings privater Hochzeitsfeier einige Stücke auf der Bühne. Weitläufig dokumentiert sind gemeinsame Auftritte von Andy Summers und Sting, etwa 1990 auf dem Jazz-Festival in Montreux (Message In A Bottle) oder bei Stings Geburtstagskonzert in der Hollywood Bowl-Arena 1991 (Walking on the Moon, Message in a Bottle und Every Breath You Take).
2003 wurde The Police anlässlich ihres 25. Jubiläums in die Rock and Roll Hall of Fame aufgenommen und u. a. für ihr Album Synchronicity ausgezeichnet. Im Rahmen der zugehörigen Show kam es zu einem vorerst letzten gemeinsamen Auftritt, bei dem Message in a Bottle, Roxanne und Every Breath You Take (gemeinsam mit Gwen Stefani und Steven Tyler) gespielt wurden.
Das Musikmagazin Rolling Stone kürte in seiner 50. Jubiläumsausgabe The Police zur Nummer 70 ihrer „100 Greatest Artists of All Time“.
Im Jahr 2004 arbeiteten Sting und Steward Copeland bei den Aufnahmen zu Henry Padovanis Soloalbum und der Single Welcome Home: Featuring Stewart Copeland and Sting mit. Viele sahen das als Schritt zu einer möglichen Wiedervereinigung der Band an.
Everyone Stares: The Police Inside Out ist eine von Stewart Copeland produzierte Musikdokumentation, die beim Sundance Film Festival 2006 erstmals gezeigt und im September 2006 auf DVD veröffentlicht wurde. Stewart nutzte für diesen Film Super-8-Material, das er zwischen 1978 und 1982 gedreht hatte, ebenso verarbeiteten Andy Summers (One Train Later) und zuvor schon Sting mit Broken Music die gemeinsame Zeit in ihren Autobiografien.

### Wiedervereinigung und 30-jähriges Bandjubiläum (2007)

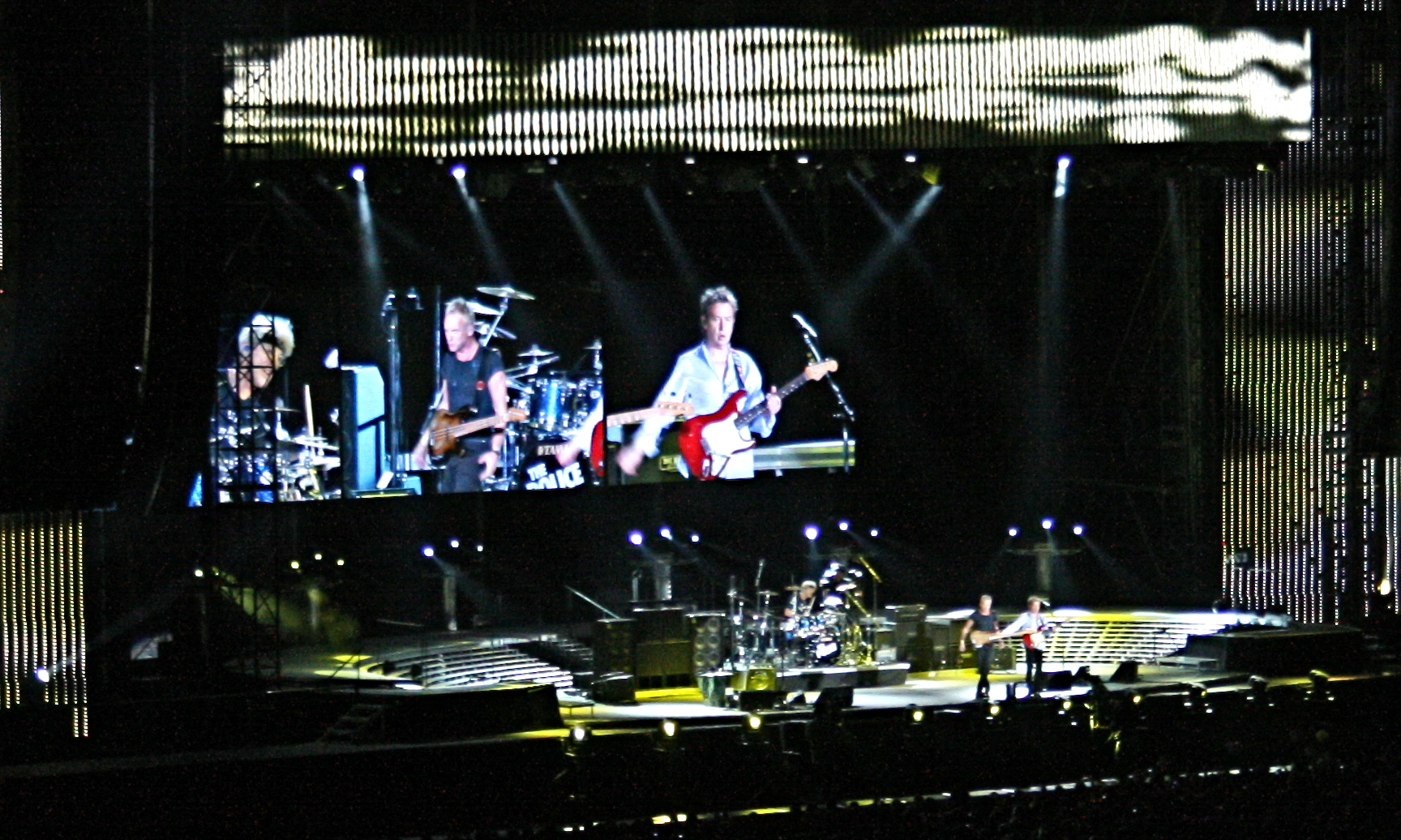
The Police (2007)

Bei den Grammy Awards 2007 eröffneten The Police den Abend mit Stings Ankündigung „We are The Police! And we are back!“ und einer aktualisierten Version ihres Hits Roxanne. Bei der Pressekonferenz sagte Sting: „Die damaligen Streitigkeiten waren nicht persönlich, sondern haben sich um Musik gedreht“.
Im Mai 2007 startete The Police zu einer Welttournee. Ein Konzert aus Buenos Aires wurde als CD, DVD+CD-Set und 3-fach-LP Certifiable veröffentlicht. Summers wurde im Vergleich zu früheren Live-Aufnahmen mehr Raum für Gitarren-Soli eingeräumt.
Die Tour endete im August 2008 mit einem Konzert im Madison Square Garden in New York und The Police wurde anschließend wieder aufgelöst.

## Inspiration für andere Musiker
- Elvis Costello verwendete 1980 Einflüsse von The Police bei seinem Titel Clubland.[19]
- Joni Mitchell ließ sich 1981 von The Police zu ihrem Album Wild Things Run Fast inspirieren.[20]

## Diskografie
Studioalben

| Jahr | Titel Musiklabel                       | Höchstplatzierung, Gesamtwochen, AuszeichnungChartplatzierungen (Jahr, Titel, Musiklabel, Platzierungen, Wochen, Auszeichnungen, Anmerkungen) | Höchstplatzierung, Gesamtwochen, AuszeichnungChartplatzierungen (Jahr, Titel, Musiklabel, Platzierungen, Wochen, Auszeichnungen, Anmerkungen) | Höchstplatzierung, Gesamtwochen, AuszeichnungChartplatzierungen (Jahr, Titel, Musiklabel, Platzierungen, Wochen, Auszeichnungen, Anmerkungen) | Höchstplatzierung, Gesamtwochen, AuszeichnungChartplatzierungen (Jahr, Titel, Musiklabel, Platzierungen, Wochen, Auszeichnungen, Anmerkungen) | Höchstplatzierung, Gesamtwochen, AuszeichnungChartplatzierungen (Jahr, Titel, Musiklabel, Platzierungen, Wochen, Auszeichnungen, Anmerkungen) | Anmerkungen |
| Jahr | Titel Musiklabel                       | DE | AT | CH | UK | US | Anmerkungen |
| ---- | -------------------------------------- | --- | --- | --- | --- | --- | --- |
| 1978 | Outlandos d’Amour A&M Records (CBS)    | DE— GoldDE | — | — | UK6 Platin · (96 Wo.)UK | US23 Platin · (63 Wo.)US | Erstveröffentlichung: 2. November 1978 Produzenten: The Police Verkäufe: + 2.295.000                                                                       |
| 1979 | Reggatta de Blanc A&M Records (CBS)    | DE16 Gold · (80 Wo.)DE | — | — | UK1 Platin · (74 Wo.)UK | US25 Platin · (100 Wo.)US | Erstveröffentlichung: 5. Oktober 1979 Grammy (Best Rock Instrumental Performance) Produzenten: Nigel Gray, The Police Verkäufe: + 2.250.000                |
| 1980 | Zenyattà Mondatta A&M Records (CBS)    | DE5 Gold · (57 Wo.)DE | AT14 (14 Wo.)AT | — | UK1 Platin · (31 Wo.)UK | US5 ×2Doppelplatin · (153 Wo.)US | Erstveröffentlichung: 3. Oktober 1980 Grammy für Behind My Camel (Best Rock Instrumental) Produzenten: Nigel Gray, The Police Verkäufe: + 3.390.000        |
| 1981 | Ghost in the Machine A&M Records (CBS) | DE4 Gold · (29 Wo.)DE | AT11 (4 Wo.)AT | — | UK1 Platin · (27 Wo.)UK | US2 ×3Dreifachplatin · (109 Wo.)US | Erstveröffentlichung: 2. Oktober 1981 Produzenten: Hugh Padgham, The Police Verkäufe: + 4.020.000                                                          |
| 1983 | Synchronicity A&M Records (CBS)        | DE3 Gold · (33 Wo.)DE | AT11 (11 Wo.)AT | CH15 (5 Wo.)CH | UK1 Platin · (49 Wo.)UK | US1 ×8Achtfachplatin · (76 Wo.)US | Erstveröffentlichung: 1. Juni 1983 Grammys (Best Rock Group) Produzenten: Hugh Padgham, The Police Verkäufe: + 9.170.000 Höchstplatzierung in DE erst 2024 |

grau schraffiert: keine Chartdaten aus diesem Jahr verfügbar